# ClamTk
ClamTk è stata un'interfaccia grafica (GUI) open source pensata per gli utenti desktop Linux. Offriva un'interfaccia utente più intuitiva rispetto alla riga di comando che semplificava l'utilizzo di ClamAV anche per gli utenti meno esperti.
Permetteva sia scansioni immediate che programmate. Il progetto è stato avviato nel febbraio 2003 da Dave Mauroni ma, a partire da aprile 2024, non viene più mantenuto.
Originariamente, è stato scritto utilizzando il toolkit widget Tk (dal quale prende il nome), ma successivamente è stato riscritto in Perl utilizzando il toolkit GTK per offrire una migliore esperienza utente e maggiore compatibilità con l'ambiente desktop Linux.
ClamTk veniva rilasciato inizialmente con una doppia licenza: GNU General Public License (GPL) versione 1 e Artistic License. Questa doppia licenza consentiva una maggiore flessibilità per gli utenti e gli sviluppatori, permettendo l'uso, la modifica e la distribuzione del software sotto due diverse condizioni di licenza.

## Caratteristiche

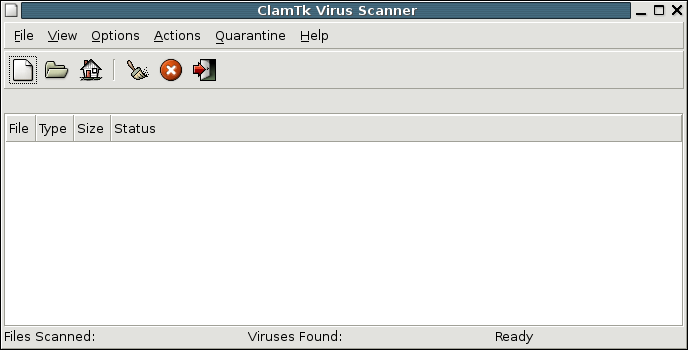
ClamTk nel 2005

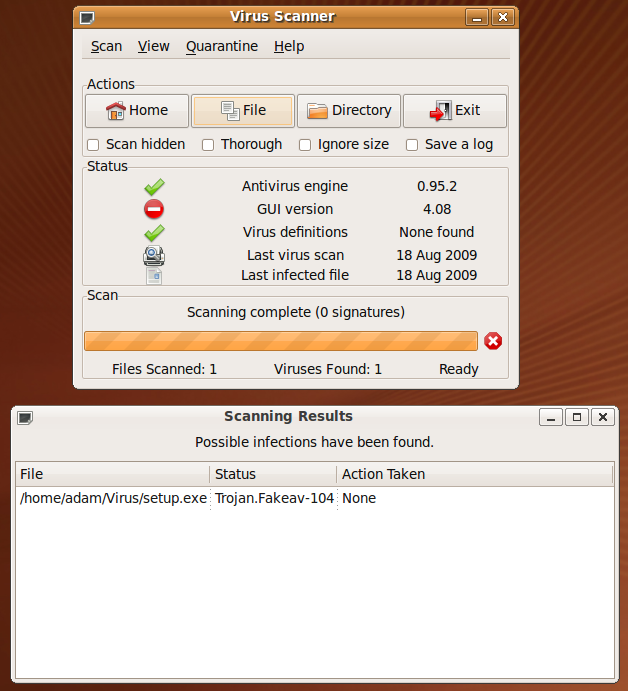
ClamTk 4.08 in esecuzione inUbuntu 9.04

ClamTk permetteva di scansionare file e directory singolarmente o in modo ricorsivo, includendo le sottodirectory. Era possibile personalizzare le scansioni escludendo file nascosti o di grandi dimensioni (superiori a 20 MB), aggiungendo whitelist per evitare di scansionare certi file o directory e configurando la scansione di applicazioni PUA (Potentially unwanted program).
Proprio a riguardo delle PUA, nel 2017, Mike Turcotte-McCusker di GHacks notava come ClamTk restituivano un alto numero di falsi positivi nella ricerca di applicazioni potenzialmente indesiderate (PUA). Questo significa che molte applicazioni innocue venivano erroneamente segnalate come dannose.
Attraverso la funzione di cronologia, ClamTk, consentiva di rivedere i risultati delle scansioni precedenti e dei file in quarantena. Gli aggiornamenti per le definizioni dei virus di ClamAV potevano essere configurarti manualmente o in modo automatico.
ClamTk offriva l'integrazione con diversi gestori di file tramite plugin specifici. Questi permettevano agli utenti di inviare file a ClamTk per la scansione da Thunar, Nemo, GNOME Files e Dolphin.
Nonostante il suo scopo principale fosse quello di offrire un'interfaccia grafica al motore antivirus ClamAV, ClamTk, consentiva di interagire con esso anche da riga di comando.

## Utilizzo
ClamTk è incluso nei repository di molte distribuzioni Linux, tra cui ALT Linux, Arch Linux, CentOS, Debian, Fedora, Gentoo, Linux Mint, Mandriva, openSUSE, PCLinuxOS, Red Hat Enterprise Linux, Ubuntu, così come FreeBSD.
Nonostante la maggior parte degli utenti installava ClamTk attraverso i repository della propria distribuzione, il sito web dell'applicazione forniva i download delle ultime versioni rilasciate, sotto forma di pacchetto .rpm e .deb.

## Recensioni
Nel 2014, Silviu Stahie di Softpedia, consigliava ClamTk 5.0.7 come strumento per godere delle funzionaltà di ClamAV attraverso un'interfaccia grafica semplice da usare.
"Tutte le funzioni di ClamTk possono essere eseguite direttamente da terminale attraverso ClamAV. Questo potrebbe amdare bene se non avessi un ambiente desktop, come su un server, ma non c'è motivo di usare il terminale in una distribuzione Linux normale".
Nella recensione del 2015 a cura di Bill Toulas su How To Forge si leggeva come come ClamTk impiegasse una quantità di tempo comparabile a una scansione eseguita direttamente con ClamAV, indicando come l'interfaccia non introducesse rallentamenti rispetto al motore di scansione vero e proprio.
Nel 2017 una recensione di Linux e Ubuntu affermava che: "ClamTK fornisce una GUI molto semplice che mette a proprio agio anche a chi non è avvezzo all'utilizzo della CLI".
Una 2019, Make Tech Easier, ha incluso ClamTk nella sua recensione dei migliori programmi antivirus per Ubuntu. Nella recensione si legge, "Se hai bisogno di un buon scanner antivirus, e non sei un fan della riga di comando, ClamTk è la scelta migliore."
Sempre nel 2019, Derrik Diener, in una recensione di Additive Tips dichiarava: "...se ti piacciono le funzionalità offerte da ClamAV, ma non ti piace la riga di comando, potrai godere delle stesse funzionalità con un'interfaccia grafica gradevole e semplice da usare... ClamTK offre tutte le funzionalità di ClamAV in un'interfaccia utente incredibilmente semplice per l'utente Linux medio".